# Almont-les-Junies
 Almont-les-Junies  là một xã ở tỉnh Aveyron, thuộc vùng Occitanie ở miền nam nước Pháp.